# Bucureșci
Bucureșci is een Roemeense gemeente in het district Hunedoara.
Bucureșci telt 1748 inwoners.